# 犹太飞机餐

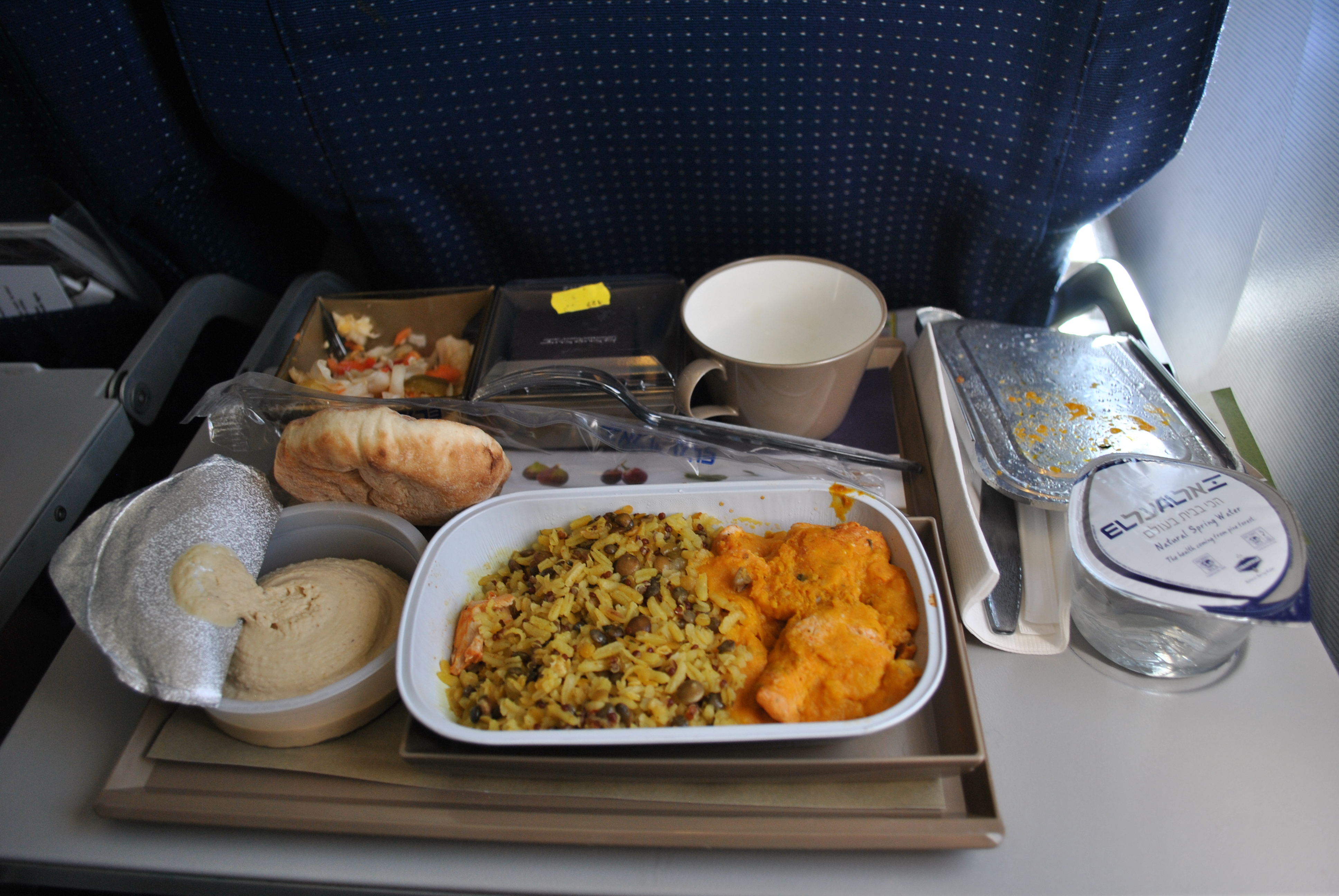
以色列航空的犹太飞机餐

犹太飞机餐是指依照犹太教饮食规定标准制作的飛機餐。许多航空公司都会向乘客提供犹太飞机餐，其中包含符合犹太教规的食物。
犹太飞机餐是为飞机乘客提供的几种特殊餐食选择之一。并附犹太洁食认证。同时，在遊輪、醫院等各种其他场合也有提供类似餐食。双层包装使食物可以在非犹太洁食烤箱中加热。
在飞机上，犹太飞机餐通常是最常见的特殊餐食。 非犹太乘客也对犹太飞机餐有浓厚兴趣，因为他们认为犹太飞机餐更干净、卫生。由于它们的制作成本大约是标准餐食的两倍，因此航空公司可能会额外收取更高的费用。

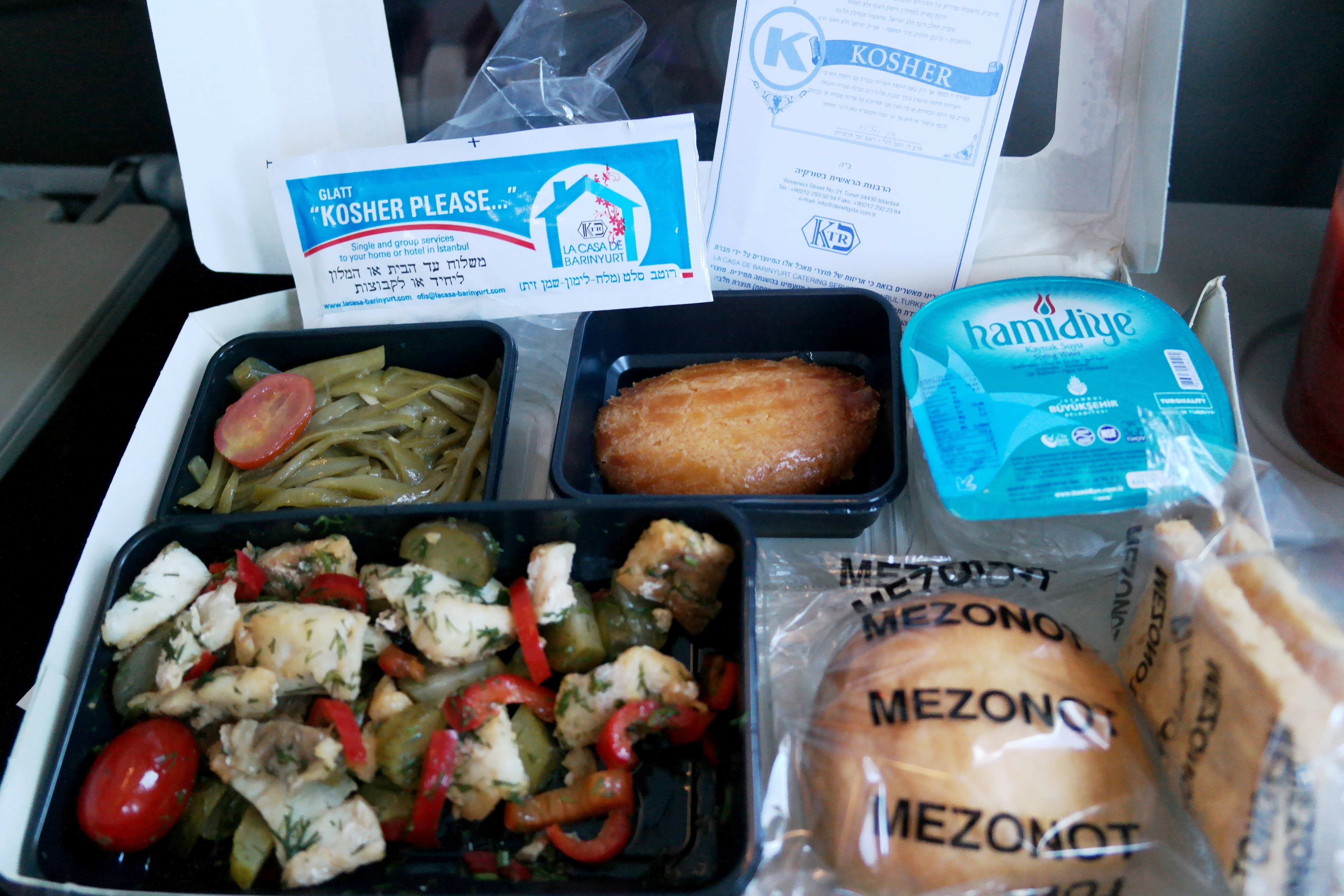
土耳其航空犹太飞机餐。

从20世纪60年代起，犹太飞机餐出现，并开始成为犹太人旅客的一种就餐选择。 

## 问题

### 成本

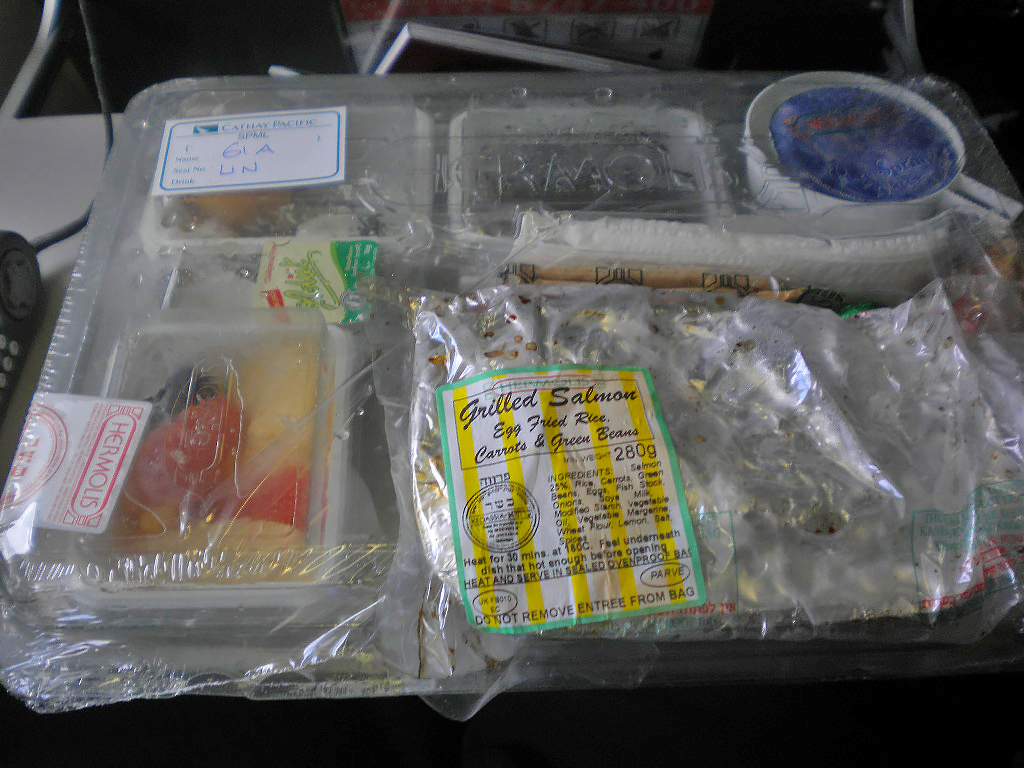
國泰航空航班上提供的犹太飞机餐

尽管訂犹太飞机餐的旅客不需要附加費，但航空公司制作犹太飞机餐的成本几乎是标准餐食的两倍。

### 饮食教规问题
有时，航空公司会将犹太飞机餐中的奶制品和肉类食物混合在一起，或者在肉食之后很快提供牛奶等奶制品，而没有意识到犹太教饮食教规禁止这种混合。 
逾越節期间，航空公司有时会错误地提供发酵超过18分钟的面包餐点（逾越节禁止发酵活动）。